# Прем'єр-міністр Гренландії
Прем'єр-міністр Гренландії (гренл. Naalakkersuisut siulittaasuat, lit. «Лідер уряду»; дан. Landsstyreformand), офіційно прем'єр-міністр Гренландії — голова уряду Гренландії, складової країни, що входить до Королівства Данія. Прем'єр-міністр зазвичай є лідером партії більшості в парламенті Гренландії. Йонатан Моцфельдт став першим прем'єр-міністром після того, як у 1979 році Гренландія отримала самоуправління. Чинним прем'єр-міністром є Муте Буруп Егеде.

## Список прем'єр-міністрів Гренландії
| №   | Портрет | Ім'я (народився–помер)          | Термін повноважень | Термін повноважень | Термін повноважень | Політична партія  | Обраний             | Кабінет(-и)                       |
| №   | Портрет | Ім'я (народився–помер)          | Вступив на посаду  | Покинув посаду     | Час на посаді      | Політична партія  | Обраний             | Кабінет(-и)                       |
| --- | ------- | ------------------------------- | ------------------ | ------------------ | ------------------ | ----------------- | ------------------- | --------------------------------- |
| 1   |         | Йонатан Мотсфельдт (1938–2010)  | 1 травень 1979     | 18 березня 1991    | 11 років, 321 днів | Вперед            | 1979 1983 1984 1987 | Моцфельдта I–II–III–IV            |
| 2   |         | Ларс Еміль Йохансен (нар. 1946) | 18 березня 1991    | 19 вересня 1997    | 6 років, 185 днів  | Вперед            | 1991 1995           | Йогансен                          |
| (1) |         | Йонатан Мотсфельдт (1938–2010)  | 19 вересня 1997    | 14 грудня 2002     | 5 років, 86 днів   | Вперед            | 1999                | Моцфельдт V–VI                    |
| 3   |         | Ганс Еноксен (нар. 1956)        | 14 December 2002   | 12 червня 2009     | 6 років, 180 днів  | Вперед            | 2002 2005           | Еноксен I–II                      |
| 4   |         | Куупік Клейст (нар. 1958)       | 12 червня 2009     | 5 квітня 2013      | 3 років, 297 днів  | Інуїт Атакатігііт | 2009                | Клейст I–II                       |
| 5   |         | Алека Хаммонд (нар. 1965)       | 5 квітня 2013      | 30 вересня 2014    | 1 рік, 178 днів    | Siumut            | 2013                | Хаммонд                           |
| 6   |         | Кім Кельсен (нар. 1966)         | 30 вересня 2014    | 23 квітня 2021     | 6 років, 205 днів  | Вперед            | 2014 2018           | Кільзен I—II–III–IV–V–VI–VII–VIII |
| 7   |         | Муте Буруп Егеде (нар. 1987)    | 23 квітня 2021     | на посаді          | 1 рік, 240 днів    | Інуїт Атакатігііт | 2021                | Егеде I—II                        |